# Fantasmes del passat
Fantasmes del passat (títol original: Ghosts of Mississippi) és una pel·lícula estatunidenca dirigida per Rob Reiner, estrenada el 1996. Ha estat doblada al català.

## Argument
El 12 de juny 1963, Medgar Evers, líder activista negre, és assassinat al davant a casa seva per un membre del Ku Klux Klan, Byron De La Beckwith. Jutjat dues vegades per jurats blancs, aquest últim és absolt. Vint-i-cinc anys més tard, la vídua de la víctima, Myrlie, encara lluita perquè es faci justícia i demana la reobertura de l'informe. L'ajudant del procurador, Bobby DeLaughter, es compromet al seu costat i reprèn la investigació malgrat el racisme ambient...

## Repartiment
- Alec Baldwin: Bobby DeLaughter
- James Woods: Byron De La Beckwith
- Virginia Madsen: Dixie DeLaughter
- Whoopi Goldberg: Myrlie Evers
- Susanna Thompson: Peggy Lloyd
- Craig T. Nelson: Ed Peters
- Lucas Black: Burt DeLaughter
- Joseph Tello: Drew DeLaughter
- Alexa Vega: Claire DeLaughter
- William H. Macy: Charlie Crisco
- Ben Bennett: Benny Bennett
- Darrell Evers: ell mateix
- James Van Evers: ell mateix
- Yolanda King: Reena Evers
- Jerry Levine: Jerry Mitchell
- Bill Cobbs: Charles Evers
- James Pickens Jr.: Medgar Evers
- Diane Ladd: Àvia Caroline Moore

## Al voltant de la pel·lícula
- El rodatge s'ha desenvolupat a Jackson i Natchez, a Mississipi.
- La història de Medgar Evers ja havia estat portada a la pantalla el 1983 amb For Us the Living: The Medgar Evers Story.
- Darrell i James Van Evers, els dos fills de Medgar Evers, apareixen en la pel·lícula en el seu propi paper.
- El paper de la filla de Medgar Evers és interpretat per Yolanda King, la filla del militant afroamericà per als drets cívics Martin Luther King.
- En una escena, la sèrie de televisió  The Partridge Family  (1970) és difosa a la televisió. En aquest episodi titulat A Man Called Snake , el personatge de Snake era interpretat per Rob Reiner.

## Banda original
- I Wish I Knew How It Would Feel To Be Free, interpretat per Dionne Farris
- Il cimento dell'armonia e dell'inventione, compost per Antonio Vivaldi
- Screamin, interpretat per Tony Hallinan
- Turn Me Loose, interpretat per Vince Gill
- I Will Live My Life For You, interpretat per Tony Bennett
- The Ballad Of Medgar Evers, interpretat per Matthew Jones
- Mannish Boy, interpretat per Muddy Waters
- Walkin' Blues, interpretat per Robert Johnson
- The Thrill Is Gone, interpretat per B. B. King
- I Wish I Knew How It Would Feel To Be Free, interpretat per Nina Simone

## Premis i nominacions

### Premis
- 1997. Premi dels drets cívics per la Political Film Society

### Nominacions
- 1997. Oscar al millor actor secundari per James Woods
- 1997. Oscar al millor maquillatge per Matthew W. Mungle i Deborah La Mia Denaver
- 1997. Globus d'Or al millor actor secundari per James Woods